# Stina Berg
Ursila Albertina Augustina "Stina" Berg, född 21 oktober 1869 i Adolf Fredriks församling i Stockholm, död 5 oktober 1930 i Bromma, var en svensk skådespelare. Berg var svensk films första stora komiker.

## Biografi
Stina Berg scendebuterade 1896 vid Alhambrateatern på Djurgården, därefter engagerades hon vid Södra Teatern, där hon fick stora möjligheter att utveckla sig. Hon medverkade i sommarrevyer vid Kristallsalongen samt Folkteatern och Folkets hus teater. 
Berg spelade in ett par filmer i Danmark med komikerparet Fy og Bi (Fyrtornet och Släpvagnen). 
Stina Berg avled på Maria sjukhus i Stockholm. Hon var från 1915 till sin död gift med skådespelaren Martin Karlson (1881–1960). De är begravda på Norra begravningsplatsen utanför Stockholm.

## Filmografi i urval
- 1912 – Säterjäntan
- 1912 – Den tyranniske fästmannen
- 1913 – Mannekängen
- 1913 – Den okända
- 1913 – På livets ödesvägar
- 1913 – Gränsfolken
- 1913 – Den moderna suffragetten
- 1914 – Födelsedagspresenten
- 1914 – Salomos dom
- 1914 – Vägen till mannens hjärta
- 1914 – Halvblod
- 1914 – Kammarjunkaren
- 1914 – Stormfågeln
- 1914 – Bra flicka reder sig själv
- 1914 – Gatans barn
- 1915 – Alla sätt äro bra utom de tråkiga
- 1915 – Hämnden är ljuv
- 1915 – Judaspengar
- 1915 – Sonad skuld
- 1915 – Skomakare, bliv vid din läst
- 1915 – Lekkamraterna
- 1915 – Landshövdingens döttrar
- 1915 – Hans bröllopsnatt
- 1916 – Hennes kungliga höghet
- 1916 – Lyckonålen
- 1916 – Svartsjukans följder
- 1916 – Kärlek och journalistik
- 1917 – Miljonarvet
- 1917 – Alexander den Store
- 1919 – Herr Arnes pengar
- 1920 – Erotikon
- 1921 – De landsflyktige
- 1922 – Anderssonskans Kalle
- 1923 – Gunnar Hedes saga
- 1923 – Norrtullsligan
- 1924 – 33.333
- 1925 – Polis Paulus' påskasmäll
- 1925 – Hennes lilla majestät
- 1925 – Två konungar
- 1926 – Farbror Frans
- 1926 – Ebberöds bank
- 1926 – Flickorna Gyurkovics
- 1927 – Drottningen av Pellagonien
- 1927 – Förseglade läppar
- 1927 – Hans engelska fru
- 1928 – Janssons frestelse
- 1928 – Synd
- 1929 – Säg det i toner
- 1930 – Norrlänningar
- 1930 – Kronans kavaljerer
- 1930 – För hennes skull
- 1930 – Charlotte Löwensköld
- 1931 – Brokiga Blad

## Teater

### Roller
| År   | Roll                            | Produktion                                                                      | Regi                      | Teater                   |
| ---- | ------------------------------- | ------------------------------------------------------------------------------- | ------------------------- | ------------------------ |
| 1906 | Grabben                         | Den stora strejken Emil Norlander                                               |                           | Alhambrateatern          |
| 1915 |                                 | Restaurant Pumpen, eller Tjocka Berthas bröllop, revy Emil Norlander            | Emil Adami                | Kristallsalongen         |
| 1916 |                                 | Pinetdrottningen, eller Stockholmskannibaler på krigsstråt, revy Emil Norlander | Axel Hultman              | Kristallsalongen         |
| 1917 |                                 | Malla, eller Den förälskade skutskepparen, revy Emil Norlander                  | Axel Hultman              | Kristallsalongen         |
| 1918 |                                 | Filmkungen, eller Klockan 8 börjar revolutionen, revy Emil Norlander            | Axel Hultman              | Kristallsalongen         |
| 1923 | Olivia                          | Signade tider Algot Sandberg                                                    | Albin Lindahl             | Helsingborgs stadsteater |
| 1923 | Marthy Owen                     | Anna Christie Eugene O'Neill                                                    | Gerda Lundequist-Dalström | Helsingborgs stadsteater |
| 1923 | Fru Maja Paalsbo                | Det lyckliga valet Nils Kjær                                                    | Torsten Hammarén          | Helsingborgs stadsteater |
| 1924 | Maria Witter                    | Din nästas fästmö Adelaide Matthews och Anne Nichols                            | Torsten Hammarén          | Helsingborgs stadsteater |
| 1924 | Fru Millois                     | Hjärter är trumf Felix Gandera                                                  | Torsten Hammarén          | Helsingborgs stadsteater |
| 1930 | Angela Case, pensionatsvärdinna | En liten olycka Floyd Dell och Thomas Mitchell                                  | Gösta Ekman               | Oscarsteatern            |